# Eva Marie
Natalie "Eva" Marie Coyle (Concord (Californië), 19 september 1984), beter bekend als Eva Marie, is een voormalig Amerikaans professioneel worstelaarster en model die vooral bekend is van haar tijd bij WWE onder haar ringnaam Eva Marie.

## In het worstelen
- Bijnaam
  - "The Flame-haired Beauty"

- Worstelaars gemanaged
  - Natalya